# 波尔松博特
波尔松博特（匈牙利語：Pórszombat）是匈牙利佐洛州所辖的一个村，总面积15.52平方公里，总人口311，人口密度20.0人/平方公里（2010年1月1日）。